# Alfredo Baldomir
Alfredo Baldomir Ferrari (Paysandú, 27 agosto 1884 – Montevideo, 24 febbraio 1948) è stato un politico e architetto uruguaiano.

## Biografia
È stato Presidente dell'Uruguay dal 19 giugno 1938 al 1º marzo 1943.